# 松尾和子 (弁護士)
松尾 和子（まつお かずこ、1929年10月31日 - 2024年4月10日）は、日本の弁護士、弁理士。中村合同特許法律事務所に所属した。

## 人物
知的財産法に関する実務の第一人者として知られ、日本商標協会の設立、2005年の知的財産弁護士ネットワーク創設に携わる。内閣府知的財産戦略会議メンバー、経済産業省産業構造審議会知的財産政策部会委員など公職も務めた。
森永製菓副社長・取締役、秋田県醗酵工業社長を務めた白川順一の四女。夫は松尾浩也東京大学名誉教授。
2024年4月10日、死去。満94歳没。

## 略歴
- 東京出身[1]
- 1953年　東京大学法学部卒業
- 1956年　東京大学大学院修了、司法修習生
- 1958年　弁護士登録
- 1961年　弁理士登録
- 1964年　ニューヨーク大学法学修士(MCJ)
- 1964年～1965年　ミシガン大学ロースクール留学

## 著作
- 三淵嘉子執筆者代表『女性法律家』（有斐閣、1983年、再刊2024年、「経済界における公正な競業秩序のために」執筆）
- 松尾和子=佐藤恵太編『ドメインネーム紛争』（弘文堂、2001年）
- 満田重昭=松尾和子編『注解意匠法』（青林書院、2010年）